# Jueus a Espanya

Mapa de l'expulsió i reassentament dels jueus en el s. XV

Els jueus a Espanya, també coneguts com a sefardites (de l'hebreu ספרד Sefarad, península Ibèrica) foren una de les més importants comunitats de la diàspora jueva. Els jueus van constituir en l'Espanya medieval una de les comunitats més pròsperes de la seva història, tant sota el domini musulmà com, posteriorment, en els regnes cristians, abans que en 1492 fossin expulsats pels Reis Catòlics. En l'actualitat només uns pocs milers de jueus viuen a Espanya, però els descendents dels jueus espanyols, els sefardites, constitueixen aproximadament un cinquè de la població jueva mundial.

## Orígens de la presència jueva a Espanya

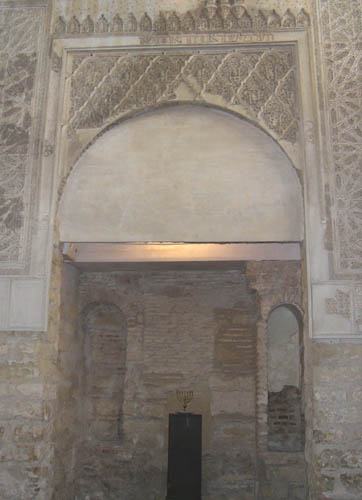
Sinagoga de Còrdova, Andalusia, del.

Alguns associen el país de Tarsis, esmentat en els llibres d'Isaïes, Jeremiess, Ezequiel, Abdies, Primer dels Reis i Jonàs, amb l'antiga civilització de Tartessos o, almenys, amb algun lloc de la península Ibèrica. Si aquesta identificació fóra correcta, el contacte dels jueus amb la península Ibèrica es remuntaria a l'època de Salomó.
Sembla clar, en qualsevol cas, que el regne d'Israel va mantenir relacions comercials amb un lloc anomenat Tarsis. Així es diu a Ezequiel 27:12: "Tarsis comerciava amb tu per l'abundància de totes les teves riqueses, amb plata, ferro, estany i plom a canvi de les teves mercaderies." També es fa referència a aquest comerç a Primer dels Reis 10:22, on es diu que "una vegada cada tres anys la flota de Tarsis venia i portava or, plata, ivori, micos i paons". En descriure l'imperi comercial de Tir, d'oest a est, Tarsis és el primer lloc que se cita (Ezequiel, 27:12-14) i és així mateix el país llunyà al que Jonàs vol anar per escapar a Hashem (Jonàs, 1:3), la qual cosa suggereix que el país de Tarsis es trobava en l'extrem occidental del Mediterrani. Els fenicis, aliats dels israelites en l'època de Salomó, van mantenir a més una estreta relació comercial amb la península Ibèrica (la fundació de Gades (Cadis) sol datar-se l'any 1100 aC). Tot això deixa oberta la possibilitat que arribés a haver-hi relació entre els israelites i la península Ibèrica al començament de l'I mil·lenni aC., però no ofereix cap prova que ho demostri. A Cadis es va trobar un segell que data dels segles VIII o VII aC, en el qual hi ha una inscripció que segons alguns autors seria antic hebreu, però la majoria dels investigadors consideren que es tracta de fenici.
Existeixen tradicions molt tardanes, segons les quals els primers jueus van arribar a Espanya després de la caiguda del Primer Temple, en 586 aC, però manquen de base històrica i estaven encaminades sobretot a demostrar que els jueus espanyols no van ser culpables de la mort de Jesús.

## Època romana
Les primeres evidències de presència jueva a la Península daten de la Hispània romana. No es coneix la data exacta en què les primeres comunitats jueves es van instal·lar a Hispània. A l'Epístola als romans, Pau de Tars manifesta la seva intenció d'anar a Hispània a predicar l'evangeli (Romans, 15:24-28), la qual cosa podria ser un indici que existien llavors allí comunitats jueves.
Algunes proves materials de la presència jueva en la Península són una inscripció jueva trilingüe (hebreu, llatí i grec) trobades una a Tarragona, del segle ii i gravada en una placa de marbre que va pertànyer probablement al sarcòfag d'un nen, en què en caràcters hebreus està escrit: "Pau sobre Israel i sobre nosaltres i sobre els nostres fills, amén", i té motius iconogràfics com els paons i l'arbre de la vida, estan estretament emparentats amb els de l'art paleocristià, i una altra a Tortosa,{{efn|La làpida de Tortosa va ser trobada el 1771 i conté text en hebreu, llatí i grec. La seva antiguitat es discuteix la datació del qual varia segons els autors entre els segles II aC i VI dC. Del segle iii data probablement la inscripció sepulcral trobada a Abdera (actual Adra) d'una nena jueva, dita Salomonula. A l'illa d'Eivissa s'ha trobat una àmfora amb caràcters hebreus que data almenys del segle i.
Un document incontestable que prova l'existència de comunitats jueves a Hispània són els cànons del Concili d'Elvira, celebrat pels cristians de la península Ibèrica a Iliberis al començament del segle iv. En aquests cànons es demostra no sols que ja existien comunitats jueves a Hispània, sinó que es tractava de comunitats pròsperes i que practicaven un actiu proselitisme. La religió judaica es presenta com una seriosa competidora del cristianisme, que no és encara la religió oficial de l'Imperi, i el concili es proposa combatre activament els seus avanços. Quatre dels 81 cànons es refereixen als jueus: els nombres 16, 49, 50 i 78. En el cànon 16 es prohibeix als cristians contreure matrimoni amb dones jueves sota pena d'excomunió de cinc anys. En el 49 s'amenaça amb l'excomunió perpètua als cristians que facin beneir les seves terres per jueus, i el 50 prohibeix que membres de les dues religions se senten a una mateixa taula. Finalment, el cànon 78 sanciona amb cinc anys d'excomunió al cristià que cometi adulteri amb una dona jueva.

## Època visigoda
Al començament del segle vi es consolida en la península Ibèrica el domini visigot. Els visigots, cristians arrians, no van mostrar inicialment cap interès per perseguir als jueus. El primer document de la Hispània visigoda en què se'ls esmenta és el Breviari d'Alaric, compilat a les Gal·lies per ordre de rei Alaric II i promulgat a Tolosa de Llenguadoc el 506. Aquest cos legislatiu, recopilatori de dret romà, imposava als jueus les mateixes restriccions que les lleis romanes, de l'Imperi ja catòlic, dels segles IV i V: se'ls prohibien els matrimonis mixts, l'edificació de noves sinagogues o la possessió d'esclaus cristians, entre moltes altres coses, i es castigava durament al cristià que es convertís al judaisme. No obstant això, les lleis visigodes eren relativament tolerants, ja que se'ls permetia restaurar les sinagogues ja existents i mantenir els seus propis tribunals per resoldre assumptes religiosos, i fins i tot civils. A més, molts historiadors creuen que aquestes lleis no van ser aplicades amb rigor.
La situació va canviar quan el rei Recared I es va convertir al catolicisme, desitjant l'homogeneïtzació religiosa de tota la península. Durant tot el segle vii la monarquia visigoda, en estreta col·laboració amb l'Església catòlica, va adoptar una actitud bel·ligerant contra les comunitats jueves. Durant el regnat de Sisebut (rei dels visigots), les lleis anti-jueves es van endurir significativament, i es van produir nombroses conversions forçoses, la qual cosa va motivar que gran nombre de jueus abandonessin el regne, instal·lant-se al nord d'Àfrica.
En els anys següents, la situació es va fent cada vegada més difícil per als jueus. Cap als conversos, nombrosos des de les persecucions de Sisebut, existia una gran desconfiança, i en 638, durant el regnat de Khíntila, van haver de fer un jurament especial, denominat placitum, rebutjant públicament la seva antiga religió. La pressió sobre els jueus que es mantenien fidels a la seva religió va ser fent-se cada vegada més dura. El rei Ègica, invocant una suposada conspiració, va dictaminar en el XVII Concili de Toledo, en 694, l'esclavitud de jueus i conversos, i va perseguir amb ferotgia ambdues minories fins a la seva mort, en 702.

## Els jueus a l'Àndalus
Molts autors han insistit en la idea que els musulmans van ser rebuts com a alliberadors pels jueus de la península Ibèrica, que fins i tot van ajudar activament, igual que els seguidors cristians de Vítiza, a l'èxit de la invasió. Sens dubte, la seva situació va millorar notablement pel que fa a la persecució gairebé contínua que havien sofert en època visigoda, especialment després de la conversió de Recared.
Els musulmans, seguint els ensenyaments de l'Alcorà, consideraven que els cristians i jueus, com a «gents del Llibre», no havien de ser convertits per força a l'Islam i eren mereixedors d'un tracte especial, la dhimma. Els dhimmís (en àrab ذمّي, ‘protegit’) tenien garantides la vida, la propietat dels seus béns i la llibertat de culte, així com un alt grau d'autonomia jurídica, que els permetia, per exemple, acudir als seus propis tribunals per dirimir els assumptes de les seves comunitats. Com a contrapartida, estaven subjectes a impostos extraordinaris, havien d'acceptar una situació social inferior i sotmetre's a discriminacions diverses, tenint negat l'accés a la major part dels càrrecs públics: no podien, en concret, accedir a funcions militars ni polítiques que tinguessin jurisdicció sobre musulmans. El valor en tribunals musulmans del testimoniatge dels dhimmís era inferior, igual que la indemnització en els casos de venjances de sang. Les acusacions de blasfèmia contra els dhimmís eren habituals i el càstig era la mort. Com que no podien atestar en un tribunal per defensar-se, havien de convertir-se per salvar la vida. El tabú matrimonial contra els dhimmís homes, que eren castigats amb la mort si mantenien relacions sexuals o es casaven amb una musulmana, a més de les herències, les discriminacions en el vestit, en l'ús d'animals o en certs oficis, són altres exemples d'aquesta discriminació institucionalitzada en assumptes rellevants. No obstant això, l'aplicació rigorosa de la dhimma va variar en funció de les èpoques i no sempre es va complir amb rigidesa, com ho il·lustra que molts jueus aconseguissin rangs prominents en els Estats andalusins.
L'autonomia jurídica que, com s'ha dit, van gaudir els jueus de l'Àndalus es va concretar en l'organització de les seves comunitats en aljames. Les aljames eren les entitats autònomes en les quals s'agrupaven les comunitats jueves de les diferents localitats. Tenien els seus propis magistrats i es regien per les seves pròpies normes jurídiques, basades en l'Halacà. La institució de l'aljama es traslladaria després a l'Espanya cristiana i romandria vigent fins al moment de l'expulsió.
La situació dels jueus a l'Àndalus no va anar sempre igual. En general, es distingeixen dos períodes ben diferenciats: abans i després del començament de les invasions almoràvits (entorn de 1086).
La primera etapa coincideix amb l'emirat independent (756-912), el califat de Còrdova (912-1031) i els primers regnes de taifes (1031-1086). Va ser el període d'esplendor de la presència jueva en l'Espanya musulmana, especialment a partir de l'època de Abd-ar-Rahman III. Nombrosos jueus van aconseguir un alt grau de rellevància econòmica i social, i la cultura hebrea, molt influïda per l'àrab, va tenir una veritable edat d'or.
Amb els almoràvits i, sobretot, amb els almohades, la situació va canviar radicalment. Aquestes dinasties, d'origen africà, tenien una concepció de l'Islam molt més rigorosa, per la qual cosa es van mostrar molt menys tolerants cap als jueus. A partir del segle xii, la població jueva va iniciar un èxode massiu: els majors contingents es van refugiar en els regnes cristians del nord, els monarques del qual estaven en plena activitat repobladora i necessitaven el concurs dels nouvinguts.

## Els jueus en els regnes cristians
A les corts cristianes esdevenien fets que demostren el paper dels jueus. Per exemple, Jaume II d'Aragó, escrivia a la seva filla: "Filla, rebem la vostra carta... per raó del fill que has parit... Mes, filla, non fagades, com auedes acostumat, de criar-lo a consell de jueus..."
D'altra banda, una inscripció hebrea en la sinagoga del Trànsit, de Toledo, resa així:
"El rei de Castella ha engrandit i exaltat Samuel Leví; i ha elevat el seu tron per sobre de tots els prínceps que estan amb ell... Sense comptar amb ell, ningú aixeca mà ni peu."
I més encara, el rei Ferran III el Sant, després de la presa de Sevilla, s'afirmava com a rei de tres religions, cosa que cap altre rei europeu podia afirmar.
En el plànol cultural, el paper del jueu dins de les corts castellanes va ser el de transmissor dels coneixements àrabs. Gràcies a ell, en corts com la d'Alfons X de Castella, juntament amb col·laboradors àrabs, es va poder dur a terme l'enorme obra de recopilació, traducció i divulgació de tot el saber humà de l'època.
Un altre dels camps en el qual la presència jueva va ser indispensable va ser el de la Medicina. En efecte, seria inusitat trobar l'esment d'un metge de la casa real que no fos jueu. Això no va impedir, no obstant això, que es redactessin decrets prohibint als cristians valer-se de metges jueus, l'incompliment dels quals, començant pel rei mateix, era notori.
Els jueus eren a més els encarregats de recaptar tributs i el tresor estatal. La seva posició prop del rei i dels nobles, així com dels prelats, era clau, la qual cosa explicaria el buit posterior quan va ocórrer l'expulsió. Aquesta posició va ser la més delicada i difícil de mantenir, perquè si bé el jueu era indispensable per a la classe alta, era vist, en canvi, com a explotador per la classe baixa i s'atreia el seu odi, la qual cosa podia ser aprofitada fàcilment pel clergat per deslligar persecucions antisemites. Els reis van defensar la importància del jueu dins de l'economia estatal, i fins i tot el mateix Ferran el Catòlic (per les venes del qual corria sang jueva), els recolzava en 1481, dient que lleis que prohibissin alguna cosa als jueus era com prohibir-li-ho a ell.
Avançat el segle xv, la persecució contra els jueus va començar a adquirir trets de ferocitat, i els reis es trobaven impotents per detenir-la, doncs es jugaven la seva popularitat. A més, la noblesa havia emparentat, per motius econòmics principalment, amb els jueus i la seva posició s'havia afeblit. En el segle XVI apareixen dos llibres, el Llibre verd d'Aragó i El tizón de la nobleza de España, on es demostra que, pràcticament, tota la noblesa espanyola tenia algunes o moltes gotes de sang jueva.

## Expulsió
| Historiadors                           | Nombre d'expulsats |
| -------------------------------------- | ------------------ |
| Heinrich Graetz                        | 300.000            |
| Yitzhak Baer                           | 150.000 a 170.000  |
| Haïm Beinart                           | 200.000            |
| Bernard Vincent                        | 150.000            |
| Joseph Pérez                           | 50.000 a 150.000   |
| Antonio Domínguez Ortiz (castellà)     | 100.000            |
| Luis Suárez Fernández (castellà)       | 100.000            |
| Julio Valdeón Baruque (castellà)       | 100.000            |
| Miguel Ángel Ladero Quesada (castellà) | +/- 90.000         |
| Jaime Contreras                        | 70.000 a 90.000    |

Segons Esther Benbassa, la xifra de 100.000 a 150.000 sembla la més factible.
El rabí i historiador Isidore Loeb a la « Revue des Etudes Juives » (xiv. 162-183) ha donat les següents estimacions sobre el destí dels jueus expulsats : 
| Alger                                             | 10,000   |
| Amèrica                                           | 5,000    |
| Egipte i Trípoli                                  | 2,000    |
| França                                            | 3,000    |
| Països Baixos, Anglaterra, Escandinàvia i Hamburg | 25,000   |
| Itàlia                                            | 9,000    |
| Marroc                                            | 20,000   |
| Turquia                                           | 90,000   |
| altres                                            | 1,000    |
|                                                   | ________ |
| Total emigrats                                    | 165,000  |
| Convertis                                         | 50,000   |
| Morts en el camí de l'exili                       | 20,000   |
|                                                   | ________ |
| Total a Espanya en 1492                           | 235,000  |

## Els sefardites
Els sefardites (de l'hebreu ספרדים, "espanyols") són els descendents dels jueus que van viure a la península Ibèrica fins al 1492, any en què foren expulsats. Sefarad en hebreu modern s'utilitza per a referir-se a Espanya. Durant l'edat mitjana, els hispanojueus foren reconeguts com els líders de la fe i la cultura jueves d'aquells segles. Un lideratge religiós, però sobretot cultural, que es perllongà durant diversos segles més enllà de l'expulsió.
Expulsats el 1492 pels Reis Catòlics (Isabel i Ferran), els jueus espanyols es van establir al nord d'Àfrica, al sud de França i, sobretot, a l'antic Imperi Otomà, on van fundar comunitats i van conservar el seu patrimoni cultural.
És destacable el manteniment de la seva llengua, coneguda com a "espanyol sefardita", "judezmo", "haquitia", "judeoespanyol" o "ladino". El seu origen es troba en l'espanyol de finals del segle xv, però fou evolucionant amb el pas dels segles i va mantenir una gran vitalitat fins a l'Holocaust, que va representar l'extermini de molts dels seus parlants i va provocar el desplaçament de molts dels supervivents. En l'actualitat, diverses institucions d'Israel estan treballant per recuperar l'ús d'aquesta llengua.
Malgrat que sovint es parla dels jueus de la corona d'Aragó com a jueus espanyols, aquests no ho eren ni s'hi sentien. Cal tenir en compte que els jueus parlaven de Sefarad referint-se a l'Àndalus i no pas a la península sencera, des dels Països Catalans fins a Portugal, passant per Castella i els regnes musulmans com el de Granada. Tot i ser molt poc estudiat i conegut, sembla que els jueus de Catalunya i de Mallorca parlaven una llengua coneguda com a judeocatalà.

## Els jueus a l'Espanya contemporània (segles XIX, XX i XXI)
Malgrat no haver comptat amb una comunitat jueva durant segles, l'antisemitisme va estar latent en la cultura d'Espanya. La imatge estereotipada del jueu es va mantenir present en gran manera producte de la política judeofòbica de l'Església Institucions com la Inquisició i els estatuts de neteja de sang no van desaparèixer oficialment fins a dates molt tardanes. La Inquisició va ser abolida en 1813 per les Corts de Cadis, però restaurada posteriorment per Ferran VII, i no va desaparèixer per complet fins al 15 de juliol de 1834, durant la regència de Maria Cristina. Els estatuts de neteja de sang no van desaparèixer per complet fins a la llei de 15 de maig de 1865, a pesar que ja la Constitució de 1837 afirmava que tots els espanyols podien ser nomenats per ocupar càrrecs públics. Per fi, en 1869, l'article 21 de la nova Constitució reconeixia la llibertat de culte.
Durant en la dècada de 1920, el govern espanyol va iniciar una política d'acostament a la comunitat sefardita, la qual va ser continuada, amb alts i baixos, pels successius governs fins a la caiguda de la Segona República Espanyola. Durant la dictadura de Primo de Rivera, un decret de 20 de desembre de 1924 va oferir als membres d'aquesta comunitat la possibilitat d'adquirir la nacionalitat espanyola, encara que només uns pocs jueus, sobretot de Salònica, van poder acollir-se a aquesta oferta. Anys més tard, durant la Segona Guerra Mundial, aquest decret va ser usat per l'ambaixador espanyol franquista a Hongria, Ángel Sanz-Briz, qui va actuar independentment del govern franquista per al rescat de centenars de jueus, emparant-se a l'origen espanyol, tot i que la majoria d'ells no ho eren.
El retorn de la democràcia, però, no va garantir la desaparició de la judeofòbia en la cultura espanyola. Si bé el nombre de membres de la comunitat jueva a Espanya és molt reduït tant en quantitat com en percentatge relatiu a la població total, l'antisemitisme segueix viu en amplis sectors de la societat, fomentat moltes vegades des dels diferents mitjans de comunicació. La crisi econòmica que viu Espanya des de 2009 va agreujar encara més aquesta situació; resultats de diferents enquestes demostren que un terç dels espanyols sent rebuig cap als jueus.
En 2023 la població jueva a Espanya és de 45.000 persones, que disposen de 30 sinagogues, i cementiris jueus a Madrid, Barcelona, Sevilla, Màlaga, Melilla, Ceuta, Palma, i La Línea de la Concepción.

## Jueus catalans
Els jueus catalans històrics són les poblacions de religió jueva que es varen desenvolupar a l'edat mitjana a Catalunya.
No sé sap quan varen començar a establir-se a Catalunya ni en quina mesura ho varen fer per conversió o per emigració.
La resta jueva més antiga de Catalunya és una pedra del segle iv amb un text trilingüe hebreu, llatí i grec on hi deia Pau sobre Israel i sobre nosaltres i els nostres fills, amén on entre altres dibuixos hi havia un canelobre de set braços. Però no és fins als temps de Carles el Calb que es troba la primera referència directa a un habitant jueu anomenat "Judà" o "Judacot" i que era emissari del rei a Barcelona.
La seva població va augmentar en els segles posteriors i varen establir calls a Girona, Lleida (també anomenat La Cuïrassa), Cervera, Tortosa, Manresa, Tarragona, Perpinyà, Vilafranca del Penedès. En algunes poblacions hi havia dos calls. A Barcelona hi havia el Call Major o de la Volta i el Call de Sanaüja o de N'Àngela. A Cervera el Call Antic, Vell o Sobirà i el Call Nou o Jussà. Balaguer i Besalú també tingué població jueva.
Els jueus catalans eren considerats propietat directa del rei, de manera que aquests no havien d'estar subjectes als nobles i al sistema feudal que afectava els cristians. D'aquesta forma el rei se'n servia per a cobrar-los impostos especials i obligar-los a fer-li préstecs. La posició de la corona era la d'afavorir la seva existència per tal de tenir algú capaç de desenvolupar les tasques de metge i prestador que eren feines considerades impures pels cristians. Tanmateix, després dels avalots de 1391 calls sencers varen ser destruïts i malgrat els intents mai es va poder recuperar la població jueva de Barcelona. Va ser llavors que la major part de la població jueva de Catalunya va emigrar al Regne d'Aragó. Altrament, les comunitats juevo-catalanes a itàlia i l'orient mediterrani, els katalanim, demogràficament inferiors que les originaries del Regne de Casella, s'anaren diluint en aquestes, fet que explicaria per què havent-hi hagut una població tan destacada al segle xiv després de l'expulsió final forçada de 1492 quasi no s'ha pogut observar rastres del català en la diàspora.
Els jueus de Catalunya tenien l'obligació de ser identificats amb una rodella distintiva a la roba.

### Catalànic
Els jueus catalans parlaven principalment català. L'hebreu només el feien servir litúrgicament i en escrits cultes per ser entesos per altres comunitats jueves (està documentada una consulta del segle ix dels jueus de la ciutat al mestre Rab Amram, de Babilònia, sobre temes religiosos i legals). No eren araboparlants, però el seu major coneixement va facilitar que fossin contractats com a funcionaris per l'administració catalans tot i que les lleis més restrictives del 1283 al Recognoverunt Proceres els va fer desaparèixer d'aquesta àrea.
Els escrits que han deixat contenien tot sovint traduccions directes de l'hebreu així com tot d'altres paraules típiques també dels altres parlars romànics dominats per jueus. Aquest dialecte social és anomenat judeocatalà.

### Jueus catalans destacats
- Jacob ben David ben Yomtob
- Šĕlomó Bonafed
- Šĕlomó de Piera
- Abraham bar Hiyya
- Yĕhudà, al-Harizí
- Bonastruc ça Porta
- Shlomo ben Adret
- Massot Avengenà
- Mošé Natan
- Jafudà Bonsenyor

## Jueus mallorquins
La comunitat jueva de Mallorca es remunta als temps de l'Imperi Romà; la historiografia mallorquina tradicional ha donat per fet, sense poder documentar-ho, que l'arribada de jueus a l'illa es va produir amb la diàspora posterior a la destrucció del segon Temple de Jerusalem, al segle i, i si bé hi ha indicis d'aquesta presència, els primers vestigis segurs es remunten al segle v: l'epístola del Bisbe Sever de Menorca, l'any 418, en la que es parla dels vincles de la comunitat jueva menorquina amb Mallorca, l'existència d'un bisbe mallorquí amb el nom hebreu d'Elies l'any 484, i les troballes arqueològiques dels ploms funeraris de ses Fontanelles (Santa Maria), amb inscripcions hebraiques, i d'una llàntia amb la representació d'una menorà a Palma constitueixen l'inventari material que acredita la seva presència en aquells moments. Tot i així, de l'anàlisi de la descripció que fa Sever de la comunitat jueva de Menorca, molt nombrosa, ocupant altes dignitats municipals, capaç d'oposar-se enèrgicament a l'església cristiana... es dedueix que només pot correspondre a una comunitat sòlidament assentada des de temps enrere, com també devia passar a Mallorca.